# アボミナブル・ピュトリディティ
アボミナブル・ピュトリディティ（Abominable Putridity）は、ロシアのモスクワで2003年に結成されたデスメタルバンドである。音楽スタイルはいわゆるスラミング･ブルータルデスの流れをくんでいる。

## 略歴
2006年に2曲入りデモCDを発表し、翌年2007年にチェコのレーベル「Lacerated Enemy Records」から1stフルアルバム『In The End Of Human Existence』をリリース。
2008年にBrutal Bandsと契約し、2009年に1stフルアルバムを再発。
2011年に3曲入りプロモCDをセルフリリース。
2012年に2ndアルバム『The Anomalies Of Artificial Origin』をリリース。

## メンバー
- Matti Way (ボーカル)（ex-Disgorge(US)、ex-Pathology）<2010 - >
- Sergey (ギター)
- Andrey Kuklin (ベース)
- Alexander(ドラム)

### 過去のメンバー
- Vladimir (ボーカル) <2003 - 2008>
- Cameron "Big Chocolate" Argon  (ボーカル) <2008 - 2010>

## ディスコグラフィー

### アルバム
- 『In the End of Human Existence』 (2007)
- 『The Anomalies Of Artificial Origin』 (2012)

### デモ
- Promo (2006)

### シングル
- Promotional CD 2011 (2011)
- Universe Of The Chaos (2012)
- Time Has Come(2012)
- In Your Eyes(2013)
- Nuclear Napalm(2015)
- Strike(2017)
- Undone(2017)
- Collision Of Warflame(2017)
- Koggle(2018)
- Scream In The Cage(2019)